# GP3 Series
 Ikke at forveksle med Formel 3.
GP3 Series, omtalt GP3, er en motorsportsserie for formelbiler, der blev grundlagt i 2010 af GP2-chefen Bruno Michel. Serien betragtes som den vigtigste rugekasse for kørere til GP2 Series, der blev grundlagt i 2005.

## Historie
Reglerne i GP2 og GP3 er næsten identiske. For at holde omkostningerne nede, skal alle teams benytte chassis, motor og dæk fra samme leverandører. I tillæg arrangeres løbene stort set sammen med de europæiske Formel 1-løb og GP2, og drager derfor nytte af at infrastruktur og faciliteter allerede er på plads. Første løb blev kørt 8. maj 2010 på Circuit de Catalunya.
I 2015 deltog 9 teams og 27 kørere i GP3, med Esteban Ocon som samlet vinder. 

## Mestre
| Sæson | Mester            | 2. plads       | 3. plads               | Team-mester    |
| ----- | ----------------- | -------------- | ---------------------- | -------------- |
| 2010  | Esteban Gutiérrez | Robert Wickens | Nico Müller            | ART Grand Prix |
| 2011  | Valtteri Bottas   | James Calado   | Nigel Melker           | Lotus ART      |
| 2012  | Mitch Evans       | Daniel Abt     | António Félix da Costa | Lotus GP       |
| 2013  | Daniil Kvjat      | Facu Regalia   | Conor Daly             | ART Grand Prix |
| 2014  | Alex Lynn         | Dean Stoneman  | Marvin Kirchhöfer      | Carlin         |
| 2015  | Esteban Ocon      | Luca Ghiotto   | Marvin Kirchhöfer      | ART Grand Prix |
| 2016  | Charles Leclerc   | Luca Ghiotto   | Marvin Kirchhöfer      | ART Grand Prix |